# Microcylloepus obesus
Microcylloepus obesus är en skalbaggsart som beskrevs av Hinton 1940. Microcylloepus obesus ingår i släktet Microcylloepus och familjen bäckbaggar. Inga underarter finns listade i Catalogue of Life.